# دگرگونت
دگرگونت (به لاتین: Dogor Gunt) یک منطقهٔ مسکونی در افغانستان است که در ولسوالی واخان واقع شده‌است.